# Metatarsofalangeaal gewricht

gewrichten van de voet. De metatarsofalangeale gewrichten bevinden zich tussen de gele en groene voetbeentjes, ter hoogte van de oranje kader.

Een metatarsofalangeaal gewricht, MTP-gewricht,  articulatio metatarsophalangea of teenbasisgewricht is een gewricht tussen een middenvoetsbeentje (metatarsus) en het basiskootje van een teen (de proximale phalanx). De letter P in MTP komt van de oude spelling: phalanx.
Omdat het een eigewricht betreft kan het gewricht behalve buigen en strekken, ook zijwaarts bewegen: adductie en abductie.
Bij de hand spreekt men van metacarpofalangeaal gewricht (MCP). 

## Aandoening
Wanneer de grote teen in het eerste MTP-gewricht te veel naar lateraal staat, in valgusstand, spreekt men van een hallux valgus.